# ISO 4217
El ISO 4217 es un estándar internacional publicado por la ISO con el objetivo de definir códigos de tres letras para todas las divisas del mundo.
Esto elimina las confusiones causadas por algunos nombres de divisas como dólar, franco, peso, corona o libra, que son utilizados en numerosos países pero tienen tipos de cambio muy diferentes.
Las dos primeras letras del código son las dos letras del código del país de la divisa según el estándar ISO 3166-1 y la tercera es normalmente la inicial de la divisa en sí.
Además del estándar ISO 4217, también existe el estándar ISO 3166 que da un código de tres dígitos a cada país y un código de tres dígitos a cada moneda. Sin embargo el estándar ISO 4217 es el más utilizado, y con amplia diferencia, debido sobre todo a que es mucho más intuitivo. El código numérico se utiliza en aquellos casos en los que no se usan los caracteres latinos.
Esta norma define también las relaciones entre la unidad monetaria principal y sus subdivisiones. A menudo estas subdivisiones son en céntimos o centésimas, aunque también los décimos o las milésimas son bastante habituales. Algunas monedas no tienen subdivisiones. En otros casos, la unidad monetaria principal tiene tan poco valor que la moneda fraccionaria ya no se utiliza (por ejemplo el céntimo del yen japonés). Mauritania no usa una subdivisión decimal, ya que 1 uguiya son 5 jums, y Madagascar tiene la ariary, que equivale a 5 iraimbilanja.
El estándar ISO 4217 incluye también códigos para metales preciosos (oro, plata, paladio y platino) y otras definiciones utilizadas en el mundo financiero. También existen códigos especiales para pruebas (XTS), y para indicar transacciones no monetarias (XXX). Todos estos códigos comienzan con la letra «X». Los metales preciosos utilizan «X» y el símbolo químico del metal (por ejemplo la plata es XAG). ISO 3166 nunca asigna códigos de país comenzando con «X», por lo que ISO 4217 puede usar códigos que comiencen con esa letra sin arriesgarse a colisiones.

## Códigos de divisa ISO 4217[6]
| Código | Núm. | Dec. | Divisa                                  | Países |
| ------ | ---- | ---- | --------------------------------------- | --- |
| AED    | 784  | 2    | Dírham de los Emiratos Árabes Unidos    | Emiratos Árabes Unidos |
| AFN    | 971  | 2    | Afgani                                  | Afganistán |
| ALL    | 008  | 2    | Lek                                     | Albania |
| AMD    | 051  | 2    | Dram armenio                            | Armenia |
| ANG    | 532  | 2    | Florín antillano neerlandés             | Curazao, San Martín |
| AOA    | 973  | 2    | Kwanza angoleño                         | Angola |
| ARS    | 032  | 2    | Peso argentino                          | Argentina |
| AUD    | 036  | 2    | Dólar australiano                       | Australia, que incluye: - Isla de Navidad - Islas Cocos - Islas Heard y McDonald Otros países asociados: - Kiribati - Nauru - Isla Norfolk - Tuvalu |
| AWG    | 533  | 2    | Florín arubeño                          | Aruba |
| AZN    | 944  | 2    | Manat azerbaiyano                       | Azerbaiyán |
| BAM    | 977  | 2    | Marco convertible                       | Bosnia y Herzegovina |
| BBD    | 052  | 2    | Dólar barbadense                        | Barbados |
| BDT    | 050  | 2    | Taka                                    | Bangladés |
| BGN    | 975  | 2    | Lev búlgaro                             | Bulgaria |
| BHD    | 048  | 3    | Dinar bareiní                           | Baréin |
| BIF    | 108  | 0    | Franco de Burundi                       | Burundi |
| BMD    | 060  | 2    | Dólar bermudeño                         | Bermudas |
| BND    | 096  | 2    | Dólar de Brunéi                         | Brunéi |
| BOB    | 068  | 2    | Boliviano                               | Bolivia |
| BOV    | 984  | 2    | MVDOL                                   | Bolivia |
| BRL    | 076  | 2    | Real brasileño                          | Brasil |
| BSD    | 044  | 2    | Dólar bahameño                          | Bahamas |
| BTN    | 064  | 2    | Ngultrum                                | Bután |
| BWP    | 072  | 2    | Pula                                    | Botsuana |
| BYN    | 933  | 2    | Rublo bielorruso                        | Bielorrusia |
| BZD    | 084  | 2    | Dólar beliceño                          | Belice |
| CAD    | 124  | 2    | Dólar canadiense                        | Canadá |
| CDF    | 976  | 2    | Franco congoleño                        | República Democrática del Congo |
| CHE    | 947  | 2    | Euro WIR                                | Suiza |
| CHF    | 756  | 2    | Franco suizo                            | Suiza - Liechtenstein (en unión monetaria con Suiza) |
| CHW    | 948  | 2    | Franco WIR                              | Suiza |
| CLF    | 990  | 4    | Unidad de fomento                       | Chile |
| CLP    | 152  | 0    | Peso chileno                            | Chile |
| CNY    | 156  | 2    | Yuan chino                              | China |
| COP    | 170  | 2    | Peso colombiano                         | Colombia |
| COU    | 970  | 2    | Unidad de valor real                    | Colombia |
| CRC    | 188  | 2    | Colón costarricense                     | Costa Rica |
| CUP    | 192  | 2    | Peso cubano                             | Cuba |
| CVE    | 132  | 2    | Escudo caboverdiano                     | Cabo Verde |
| CZK    | 203  | 2    | Corona checa                            | República Checa |
| DJF    | 262  | 0    | Franco yibutiano                        | Yibuti |
| DKK    | 208  | 2    | Corona danesa                           | Dinamarca, que incluye: - Groenlandia - Islas Feroe |
| DOP    | 214  | 2    | Peso dominicano                         | República Dominicana |
| DZD    | 012  | 2    | Dinar argelino                          | Argelia |
| EGP    | 818  | 2    | Libra egipcia                           | Egipto |
| ERN    | 232  | 2    | Nakfa                                   | Eritrea |
| ETB    | 230  | 2    | Birr etíope                             | Etiopía |
| EUR    | 978  | 2    | Euro                                    | Eurozona en la Unión Europea: - Alemania - Austria - Bélgica - Chipre - Eslovaquia - Eslovenia - España - Estonia - Finlandia, incluyendo: - Åland - Francia metropolitana, así como: - Guadalupe - Guayana Francesa - Martinica - Mayotte - Reunión - San Bartolomé - San Martín - San Pedro y Miquelón - Tierras Australes y Antárticas Francesas - Isla Clipperton - Grecia - Croacia - Irlanda - Italia - Letonia - Lituania - Luxemburgo - Malta - Países Bajos (área metropolitana en Europa) - Portugal Otros países y territorios asociados fuera de la Unión Europea: - Akrotiri y Dhekelia (Bases Soberanas británicas en Chipre) - Andorra - Ciudad del Vaticano - Kosovo (uso unilateral, sin acuerdo con la UE) - Mónaco - Montenegro (uso unilateral, sin acuerdo con la UE) - San Marino |
| FJD    | 242  | 2    | Dólar fiyiano                           | Fiyi |
| FKP    | 238  | 2    | Libra malvinense                        | Islas Malvinas |
| GBP    | 826  | 2    | Libra esterlina                         | Reino Unido, incluyendo las Dependencias de la Corona británica: - Guernsey - Isla de Man - Jersey |
| GEL    | 981  | 2    | Lari                                    | Georgia |
| GHS    | 936  | 2    | Cedi ghanés                             | Ghana |
| GIP    | 292  | 2    | Libra de Gibraltar                      | Gibraltar |
| GMD    | 270  | 2    | Dalasi                                  | Gambia |
| GNF    | 324  | 0    | Franco guineano                         | Guinea |
| GTQ    | 320  | 2    | Quetzal                                 | Guatemala |
| GYD    | 328  | 2    | Dólar guyanés                           | Guyana |
| HKD    | 344  | 2    | Dólar de Hong Kong                      | Hong Kong |
| HNL    | 340  | 2    | Lempira                                 | Honduras |
| HTG    | 332  | 2    | Gourde                                  | Haití |
| HUF    | 348  | 2    | Forinto                                 | Hungría |
| IDR    | 360  | 2    | Rupia indonesia                         | Indonesia |
| ILS    | 376  | 2    | Nuevo séquel israelí                    | Israel |
| INR    | 356  | 2    | Rupia india                             | Bután, India |
| IQD    | 368  | 3    | Dinar iraquí                            | Irak |
| IRR    | 364  | 2    | Rial iraní                              | Irán |
| ISK    | 352  | 0    | Corona islandesa                        | Islandia |
| JMD    | 388  | 2    | Dólar jamaiquino                        | Jamaica |
| JOD    | 400  | 3    | Dinar jordano                           | Jordania |
| JPY    | 392  | 0    | Yen                                     | Japón |
| KES    | 404  | 2    | Chelín keniano                          | Kenia |
| KGS    | 417  | 2    | Som                                     | Kirguistán |
| KHR    | 116  | 2    | Riel                                    | Camboya |
| KMF    | 174  | 0    | Franco comorense                        | Comoras |
| KPW    | 408  | 2    | Won norcoreano                          | Corea del Norte |
| KRW    | 410  | 0    | Won                                     | Corea del Sur |
| KWD    | 414  | 3    | Dinar kuwaití                           | Kuwait |
| KYD    | 136  | 2    | Dólar de las Islas Caimán               | Islas Caimán |
| KZT    | 398  | 2    | Tenge                                   | Kazajistán |
| LAK    | 418  | 2    | Kip                                     | Laos |
| LBP    | 422  | 2    | Libra libanesa                          | Líbano |
| LKR    | 144  | 2    | Rupia de Sri Lanka                      | Sri Lanka |
| LRD    | 430  | 2    | Dólar liberiano                         | Liberia |
| LSL    | 426  | 2    | Loti                                    | Lesoto |
| LYD    | 434  | 3    | Dinar libio                             | Libia |
| MAD    | 504  | 2    | Dírham marroquí                         | Marruecos, República Árabe Saharaui Democrática |
| MDL    | 498  | 2    | Leu moldavo                             | Moldavia |
| MGA    | 969  | 2    | Ariary malgache                         | Madagascar |
| MKD    | 807  | 2    | Denar                                   | Macedonia del Norte |
| MMK    | 104  | 2    | Kyat                                    | Birmania |
| MNT    | 496  | 2    | Tugrik                                  | Mongolia |
| MOP    | 446  | 2    | Pataca                                  | Macao |
| MRU    | 929  | 2    | Uguiya                                  | Mauritania |
| MUR    | 480  | 2    | Rupia de Mauricio                       | Mauricio |
| MVR    | 462  | 2    | Rufiyaa                                 | Maldivas |
| MWK    | 454  | 2    | Kuacha                                  | Malaui |
| MXN    | 484  | 2    | Peso mexicano                           | México |
| MXV    | 979  | 2    | Unidad de Inversión (UDI) mexicana      | México |
| MYR    | 458  | 2    | Ringgit malayo                          | Malasia |
| MZN    | 943  | 2    | Metical mozambiqueño                    | Mozambique |
| NAD    | 516  | 2    | Dólar namibio                           | Namibia |
| NGN    | 566  | 2    | Naira                                   | Nigeria |
| NIO    | 558  | 2    | Córdoba                                 | Nicaragua |
| NOK    | 578  | 2    | Corona noruega                          | Noruega, que incluye: - Isla Bouvet - Svalbard y Jan Mayen |
| NPR    | 524  | 2    | Rupia nepalí                            | Nepal |
| NZD    | 554  | 2    | Dólar neozelandés                       | Nueva Zelanda, que incluye: - Tokelau Otros países y territorios asociados: - Islas Cook - Islas Pitcairn - Niue |
| OMR    | 512  | 3    | Rial omaní                              | Omán |
| PAB    | 590  | 2    | Balboa                                  | Panamá |
| PEN    | 604  | 2    | Sol                                     | Perú |
| PGK    | 598  | 2    | Kina                                    | Papúa Nueva Guinea |
| PHP    | 608  | 2    | Peso filipino                           | Filipinas |
| PKR    | 586  | 2    | Rupia pakistaní                         | Pakistán |
| PLN    | 985  | 2    | Złoty                                   | Polonia |
| PYG    | 600  | 0    | Guaraní                                 | Paraguay |
| QAR    | 634  | 2    | Rial catarí                             | Catar |
| RON    | 946  | 2    | Leu rumano                              | Rumania |
| RSD    | 941  | 2    | Dinar serbio                            | Serbia |
| RUB    | 643  | 2    | Rublo ruso                              | Rusia |
| RWF    | 646  | 0    | Franco ruandés                          | Ruanda |
| SAR    | 682  | 2    | Rial saudí                              | Arabia Saudita |
| SBD    | 090  | 2    | Dólar de las Islas Salomón              | Islas Salomón |
| SCR    | 690  | 2    | Rupia seychelense                       | Seychelles |
| SDG    | 938  | 2    | Libra sudanesa                          | Sudán |
| SEK    | 752  | 2    | Corona sueca                            | Suecia |
| SGD    | 702  | 2    | Dólar de Singapur                       | Singapur |
| SHP    | 654  | 2    | Libra de Santa Elena                    | Santa Elena, Ascensión y Tristán de Acuña |
| SLE    | 925  | 2    | Leone                                   | Sierra Leona |
| SOS    | 706  | 2    | Chelín somalí                           | Somalia |
| SRD    | 968  | 2    | Dólar surinamés                         | Surinam |
| SSP    | 728  | 2    | Libra sursudanesa                       | Sudán del Sur |
| STN    | 930  | 2    | Dobra                                   | Santo Tomé y Príncipe |
| SVC    | 222  | 2    | Colón Salvadoreño                       | El Salvador |
| SYP    | 760  | 2    | Libra siria                             | Siria |
| SZL    | 748  | 2    | Lilangeni                               | Suazilandia |
| THB    | 764  | 2    | Baht                                    | Tailandia |
| TJS    | 972  | 2    | Somoni tayiko                           | Tayikistán |
| TMT    | 934  | 2    | Manat turcomano                         | Turkmenistán |
| TND    | 788  | 3    | Dinar tunecino                          | Túnez |
| TOP    | 776  | 2    | Paʻanga                                 | Tonga |
| TRY    | 949  | 2    | Lira turca                              | Turquía |
| TTD    | 780  | 2    | Dólar de Trinidad y Tobago              | Trinidad y Tobago |
| TWD    | 901  | 2    | Nuevo dólar taiwanés                    | República de China |
| TZS    | 834  | 2    | Chelín tanzano                          | Tanzania |
| UAH    | 980  | 2    | Grivna                                  | Ucrania |
| UGX    | 800  | 0    | Chelín ugandés                          | Uganda |
| USD    | 840  | 2    | Dólar estadounidense                    | Estados Unidos, incluyendo los territorios no incorporados: - Guam - Islas Marianas del Norte - Islas Ultramarinas Menores de los Estados Unidos - Islas Vírgenes de los Estados Unidos - Puerto Rico - Samoa Americana Otros países y territorios asociados: - Caribe Neerlandés - Ecuador - El Salvador - Haití - Islas Marshall - Islas Turcas y Caicos - Islas Vírgenes Británicas - Micronesia - Palaos - Panamá - Territorio Británico del Océano Índico - Timor Oriental |
| USN    | 997  | 2    | Dólar estadounidense (Siguiente día)    | Estados Unidos |
| UYI    | 940  | 0    | Peso en Unidades Indexadas (Uruguay)    | Uruguay |
| UYU    | 858  | 2    | Peso uruguayo                           | Uruguay |
| UYW    | 927  | 4    | Unidad Previsional                      | Uruguay |
| UZS    | 860  | 2    | Som uzbeko                              | Uzbekistán |
| VED    | 926  | 2    | Bolívar                                 | Venezuela |
| VND    | 704  | 0    | Dong vietnamita                         | Vietnam |
| VUV    | 548  | 0    | Vatu                                    | Vanuatu |
| WST    | 882  | 2    | Tala                                    | Samoa |
| XAF    | 950  | 0    | Franco CFA de África Central            | Comunidad Económica y Monetaria de África Central: - Camerún - Chad - Gabón - Guinea Ecuatorial - República Centroafricana - República del Congo |
| XAG    | 961  | -    | Plata                                   | (denominado en onza troy) |
| XAU    | 959  | -    | Oro                                     | (denominado en onza troy) |
| XBA    | 955  | -    | Unidad Compuesta Europea (EURCO)        | (Unidad del mercados de bonos) |
| XBB    | 956  | -    | Unidad Monetaria Europea (E.M.U.-6)     | (Unidad del mercado de bonos) |
| XBC    | 957  | -    | Unidad Europea de Cuenta 9 (E.U.A.-9)   | (Unidad del mercado de bonos) |
| XBD    | 958  | -    | Unidad Europea de Cuenta 17 (E.U.A.-17) | (Unidad del mercado de bonos) |
| XCD    | 951  | 2    | Dólar del Caribe Oriental               | Organización de Estados del Caribe Oriental: - Anguila - Antigua y Barbuda - Dominica - Granada - Montserrat - San Cristóbal y Nieves - San Vicente y las Granadinas - Santa Lucía |
| XDR    | 960  | -    | Derechos especiales de giro             | Fondo Monetario Internacional |
| XOF    | 952  | 0    | Franco CFA de África Occidental         | Unión Económica y Monetaria del África Occidental: - Benín - Burkina Faso - Costa de Marfil - Guinea-Bisáu - Mali - Níger - Senegal - Togo |
| XPD    | 964  | -    | Paladio                                 | (denominado en onza troy) |
| XPF    | 953  | 0    | Franco CFP                              | Colectividades francesas de ultramar en el Pacífico: - Nueva Caledonia - Polinesia Francesa - Wallis y Futuna |
| XPT    | 962  | -    | Platino                                 | (denominado en onza troy) |
| XSU    | 994  | -    | SUCRE                                   | Sistema Unitario de Compensación Regional |
| XTS    | 963  | -    |                                         | Reservado para pruebas |
| XUA    | 965  | -    | Unidad de cuenta BAD                    | Banco Africano de Desarrollo |
| XXX    | 999  | -    |                                         | Sin divisa |
| YER    | 886  | 2    | Rial yemení                             | Yemen |
| ZAR    | 710  | 2    | Rand                                    | - Lesoto - Namibia - Sudáfrica |
| ZMW    | 967  | 2    | Kuacha zambiano                         | Zambia |
| ZWG    | 932  | 2    | Oro de Zimbabue                         | Zimbabue |

Notas:

## Códigos obsoletos
| Código | Divisa                                      | Sustituido por          |
| ------ | ------------------------------------------- | ----------------------- |
| ADF    | Franco andorrano                            | EUR                     |
| ADP    | Peseta andorrana                            | EUR                     |
| AFA    | Afgani                                      | AFN                     |
| AON    | Kwanza angoleño                             | AOA                     |
| AOR    | Kwanza angoleño reajustado                  | AOA                     |
| ARA    | Austral argentino (1985-1991)               | ARS                     |
| ARC    | Peso moneda corriente argentino (1826-1881) | ARM                     |
| ARF    | Peso fuerte argentino (1826-1881)           | ARM                     |
| ARG    | Peso oro sellado argentino (1881-1929)      | ARM                     |
| ARL    | Peso ley argentino (1970-1983)              | ARP                     |
| ARM    | Peso moneda nacional argentino (1881-1969)  | ARL                     |
| ARP    | Peso argentino (1983-1985)                  | ARA                     |
| ATS    | Chelín austríaco                            | EUR                     |
| BEC    | Franco belga (convertible)                  | EUR                     |
| BEF    | Franco belga                                | EUR                     |
| BEL    | Franco belga (financiero)                   | EUR                     |
| BGL    | Lev búlgaro (antes del 5 de julio de 1999)  | BGN                     |
| BOP    | Peso boliviano                              | BOB                     |
| CSD    | Dinar serbio                                | RSD                     |
| CSK    | Corona checoslovaca                         | CZK y SKK               |
| CLE    | Escudo chileno (1960-1975)                  | CLP                     |
| CUC    | Peso convertible                            | CUP                     |
| CYP    | Libra chipriota                             | EUR                     |
| DDM    | Marco de RDA (Alemania del Este)            | DEM                     |
| DEM    | Marco alemán                                | EUR                     |
| ECS    | Sucre ecuatoriano                           | USD                     |
| ECV    | Unidad de Valor Constante ecuatoriana       | interrumpido            |
| EEK    | Corona estonia                              | EUR                     |
| EHP    | Peseta saharaui (moneda oficial de la RASD) | no es divisa reconocida |
| ESA    | Peseta española (cuenta A)                  | ESP                     |
| ESB    | Peseta española (cuenta B)                  | ESP                     |
| ESP    | Peseta española                             | EUR                     |
| FIM    | Marco finlandés                             | EUR                     |
| FRF    | Franco francés                              | EUR                     |
| GRD    | dracma griega                               | EUR                     |
| HRK    | Kuna croata                                 | EUR                     |
| IEP    | Libra irlandesa                             | EUR                     |
| ITL    | Lira italiana                               | EUR                     |
| LUF    | Franco luxemburgués                         | EUR                     |
| MTL    | Lira maltesa                                | EUR                     |
| MXP    | Peso mexicano                               | MXN                     |
| NLG    | Florín neerlandés                           | EUR                     |
| PEH    | Sol de Oro (Perú)                           | PEI                     |
| PEI    | Inti (Perú)                                 | PEN                     |
| PLZ    | Zloty polaco                                | PLN                     |
| PTE    | Escudo portugués                            | EUR                     |
| RUR    | Rublo ruso                                  | RUB                     |
| SLL    | Leone                                       | SLE                     |
| SIT    | Tólar esloveno                              | EUR                     |
| SKK    | Corona eslovaca                             | EUR                     |
| SRG    | Guilder surinamés                           | SRD                     |
| SUR    | Rublo de la Unión Soviética                 | RUR                     |
| SVC    | Colón salvadoreño                           | USD                     |
| TRL    | Lira turca                                  | TRY                     |
| UYN    | Nuevo peso uruguayo (1975 - 1994)           | UYU                     |
| UYP    | Peso uruguayo (1862 - 1975)                 | UYN                     |
| VEB    | Bolívar venezolano (1879 - 2007)            | VEF                     |
| VEF    | Bolívar fuerte (2008 - 2018)                | VES                     |
| VES    | Bolívar soberano (2018 - 2021)              | VED                     |
| XEU    | Unidad Monetaria Europea                    | EUR                     |
| YUD    | Nuevo dinar yugoslavo                       | CSD                     |
| YUM    | Dinar yugoslavo                             | CSD                     |
| ZAL    | Rand surafricano, código de fondos          | interrumpido            |
| ZRN    | Nuevo Zaire                                 | CDF                     |
| ZRZ    | Zaire                                       | ZRN                     |
| ZML    | Kuacha zambiano                             | ZMW                     |
| ZWL    | Dólar zimbabuense                           | ZWG                     |